# Kunsthaus Bregenz
Das Kunsthaus Bregenz (kurz: KUB) zeigt in wechselnden Ausstellungen internationale zeitgenössische Kunst in der Vorarlberger Landeshauptstadt Bregenz. Es wurde von dem bekannten Schweizer Architekten Peter Zumthor im Auftrag des Landes Vorarlberg geplant und in den Jahren 1990 bis 1997 errichtet.

## Allgemein
Das Kunsthaus Bregenz gehört zu den architektonisch und programmatisch herausragenden Ausstellungshäusern für zeitgenössische Kunst in Europa. Die 1880 m² große Ausstellungsfläche erstreckt sich über die KUB-Arena im Erdgeschoß und drei Obergeschoße. Im Kunsthaus stellen internationale zeitgenössische Künstler und Künstlerinnen Arbeiten aus, die zum größten Teil speziell für die Räume des Kunsthauses entstehen. Das KUB verfügt über eine eigene Sammlung mit zwei Schwerpunkten: die Sammlung Archiv Kunst Architektur und die Sammlung österreichischer Gegenwartskunst. Bereits vor der Eröffnung 1997 wurde mit Ankäufen von Arbeiten österreichischer zeitgenössischer Künstler wie Maria Lassnig, Valie Export und Heimo Zobernig sowie von Werken internationaler Künstler am Schnittpunkt von Kunst und Architektur begonnen. Seit 2009 wird die Sammlung zusätzlich um Werke der dort ausstellenden Künstler und Künstlerinnen erweitert, darunter bedeutende Schenkungen von Donald Judd und Per Kirkeby.

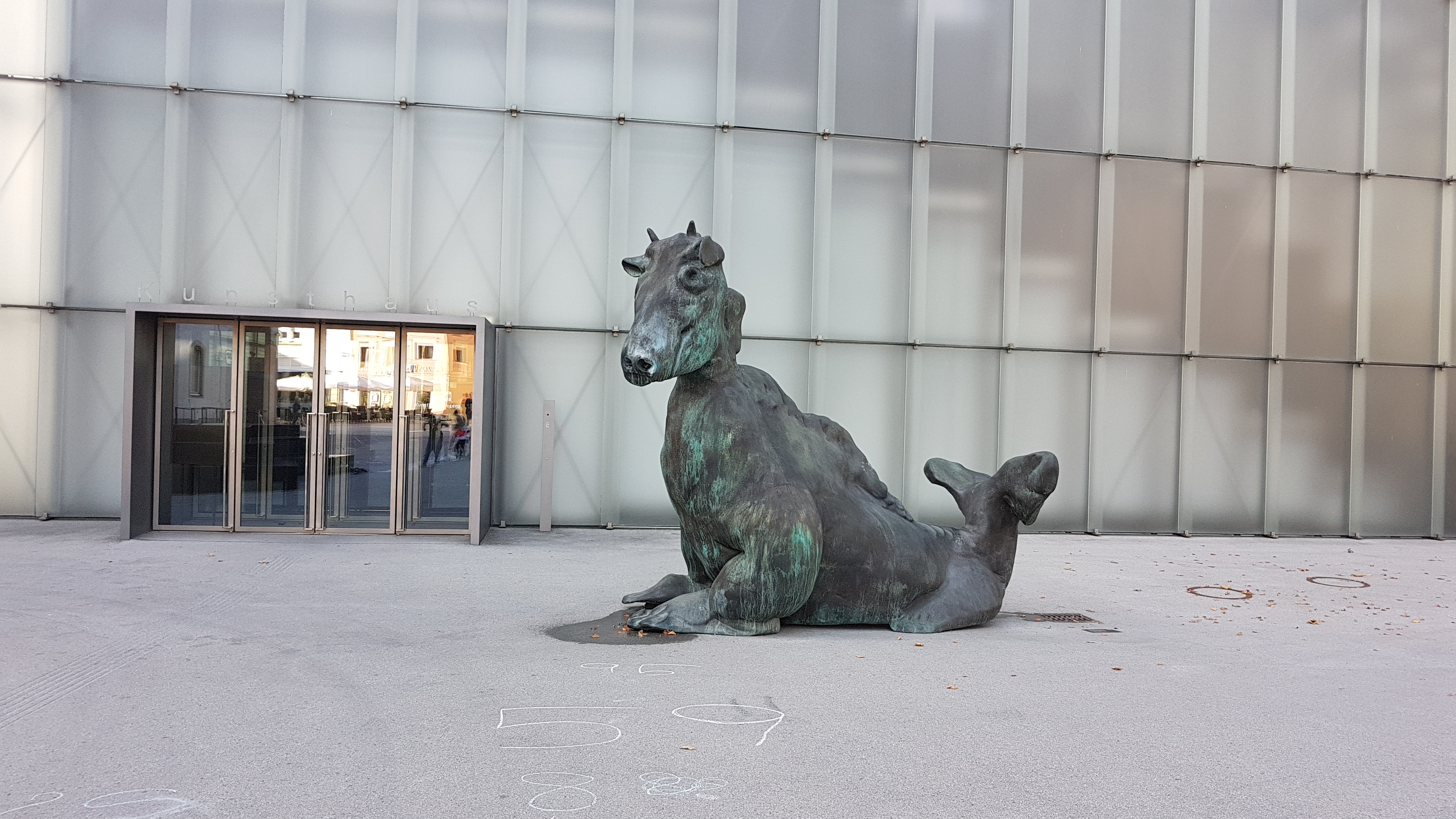
Drache von Thomas Schütte vor dem Kunsthaus Bregenz

Mit seinen Ausstellungen und Projekten stellt sich das Kunsthaus Bregenz nicht nur internationalen Herausforderungen. Gleichzeitig leistet es mit Projekten in Vorarlberg einen Beitrag zur kulturellen Identität der Region. Ausdruck der identitätsstiftenden Funktion des Kunsthaus Bregenz sind z. B. die Arbeit „Signatur 02“ von Gottfried Bechtold am Silvretta-Staudamm, das Werk „Truth Before Power“ der amerikanischen Künstlerin Jenny Holzer aus dem Jahr 2004, bei dem großformatige Texte auf Architektur- und Naturmonumente in ganz Vorarlberg projiziert wurden, oder das von August 2010 bis April 2012 realisierte Landschaftsprojekt „Horizon Field“ des britischen Bildhauers Antony Gormley.
Neben umfangreichen repräsentativen Ausstellungen in den charakteristischen Räumen des Kunsthauses zeigt das KUB in der KUB-Arena Projekte, die prozesshaft und interdisziplinär ausgerichtet sind. Die KUB-Arena, als Kunst- und Vermittlungsplattform im Erdgeschoß des Kunsthauses, ist als diskursive Schnittstelle von Architektur und Werk konzipiert.
Begleitend zu den Ausstellungen bietet das Kunsthaus ein umfangreiches Vermittlungsprogramm an. Das Kunsthaus Bregenz ist Herausgeber von Publikationen, Textreihen und Katalogbüchern, die in enger Kooperation mit den ausstellenden Künstlern und renommierten Grafikern wie zum Beispiel Walter Nikkels oder Stefan Sagmeister die künstlerische Idee umsetzen. Darüber hinaus entstehen aus der Werk- und Produktionsnähe zu den Künstlern exklusiv für das Kunsthaus Bregenz spezielle Editionen.
Am 1. Mai 2011 gab die Österreichische Post AG im Rahmen der Dauermarkenserie Kunsthäuser eine Briefmarke zu dem Objekt heraus.

## Museumsleitungen
Gründungsdirektor des Kunsthauses Bregenz ist Edelbert Köb, der diese Tätigkeit bis zum Jahr 2000 ausübte. Ihm folgte Eckhard Schneider von 2000 bis 2008. Vom 1. Oktober 2009 bis 31. Jänner 2015 war Yilmaz Dziewior Direktor des Kunsthauses, zum 1. Februar 2015 übernahm er die Leitung des Museums Ludwig in Köln. Zu seinem Nachfolger ab 1. Mai 2015 wurde der gebürtige Österreicher Thomas D. Trummer berufen.

## Architektur
„Das Kunsthaus steht im Licht des Bodensees. Sein Körper ist aus Glasplatten, Stahl und einer Steinmasse aus gegossenem Beton
gebaut, die im Innern des Hauses Struktur und Raum bildet. Von außen betrachtet wirkt das Gebäude wie ein Leuchtkörper.
Es nimmt das wechselnde Licht des Himmels, das Dunstlicht des Sees in sich auf, strahlt Licht und Farbe zurück und lässt, je nach Blickwinkel, Tageszeit und Witterung etwas von seinem Innenleben erahnen.“

„Von außen uneinsehbar und entsprechend majestätisch markiert der glasverhüllte Kubus am Bodenseeufer seit nunmehr zehn Jahren ästhetische Präsenz in Vorarlberg.“

Das Kunsthaus Bregenz wurde von dem international renommierten und mit dem Pritzker-Preis ausgezeichneten Schweizer Architekten Peter Zumthor entworfen. Dieser gewann 1998 mit dem Kunsthaus den Mies van der Rohe Award for European Architecture. Mit seiner mehrfach ausgezeichneten Bauweise zählt das KUB weltweit zu den bedeutendsten Museumsbauten der zeitgenössischen Architektur und ist ein anschauliches Beispiel für den Baustil des Minimalismus. Als Tageslichtmuseum konzipiert, besticht der Bau durch seine signifikante äußere Gestalt und die kompromisslose Umsetzung seines Raumkonzepts. Der eigentlichen Aufgabe eines Museums, ein Ort für Kunstwerke zu sein und ein Ort für Menschen, die diesen Kunstwerken in Ruhe begegnen möchten, hatte sich der Schweizer Architekt Peter Zumthor nach eigenen Worten mit seinem Entwurf für das Kunsthaus Bregenz verpflichtet. Den im KUB ausstellenden Künstlern wird die Architektur realer Maßstab und konzeptueller Impuls für ihre Ausstellungsauftritte, besonders bei der Neuproduktion ganzer Werkfolgen. Die Architektur ist somit unverzichtbare Plattform für das internationale Ausstellungsprogramm des KUB.

### Rundgang
Neben dem vorarlberg museum und dem Vorarlberger Landestheater positioniert sich der Neubau des KUB als selbstbewusster Solitär im Zentrum von Bregenz an der Uferlinie zum Bodensee. Zusammen mit dem Landestheater definiert das Kunsthaus einen eigenen Platzraum zwischen Altstadt und See.

#### Gebäudekörper

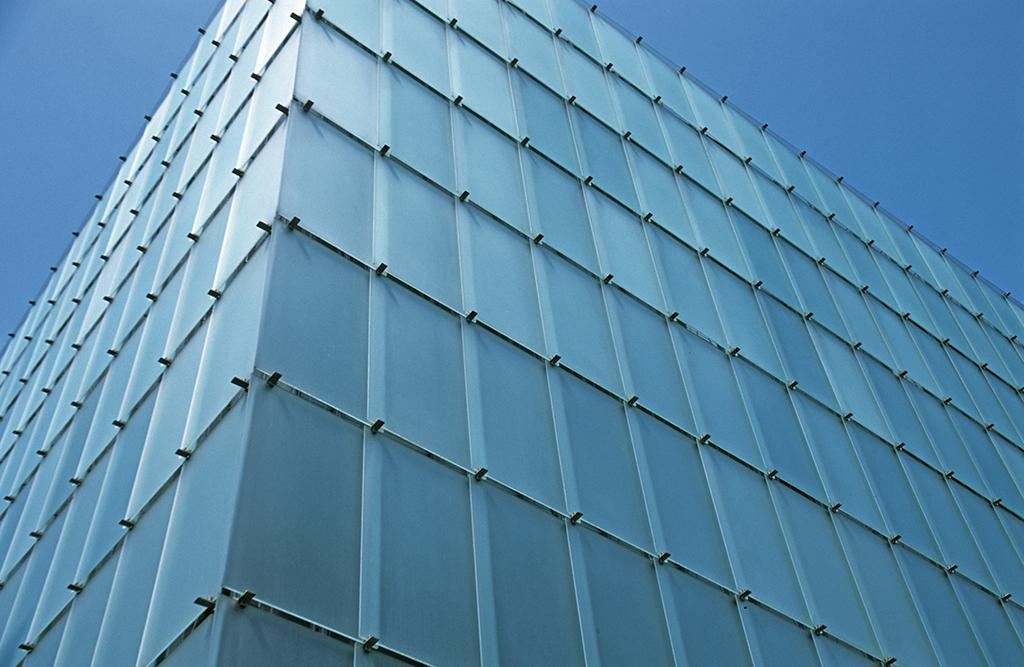
Detailansicht der Fassade

Der Gebäudekörper des KUB besteht aus fein geätzten, gleich großen milchglasähnlichen Glaspaneelen, die von Klammern gehalten werden. Sie bilden eine dem Äußeren des Ausstellungshauses vorgelagerte, luftdurchspülte Lichtdiffusionshaut und sorgen für eine erste Filterung und optimale Umlenkung des Tageslichts in die Lichtdecken der Ausstellungsgeschoße. In der Dunkelheit strahlt das Kunstlicht durch die Lichtbänder aus dem Inneren des Gebäudes durch die Glashaut und zeigt sein Innenleben. In die filigrane Trägerkonstruktion zwischen Gebäude und Glasfassade integriert, befinden sich technische Servicezonen. Bisweilen wird die Außenhaut auch durch die im Kunsthaus Bregenz ausstellenden Künstler bespielt und in Installationen integriert.

#### Innenräume
Die Innenräume des Kunsthauses sind geprägt durch eine hohe Materialpräsenz. Es dominiert sichtbarer Beton, da keine Verkleidungen oder Übermalungen angebracht wurden. Die Böden und Treppen bestehen aus geschliffenem Terrazzo. Die Wände und die Decke des Erdgeschoßes sind aus rohem, ungeschliffenem Beton.
Das Erdgeschoß des Ausstellungsgebäudes übernimmt die Funktion des Foyers mit Kasse, Katalogverkauf und Garderoben. Der größte Teil der knapp 500 m² dient als Ausstellungsfläche und multifunktionaler Aktionsraum für die Präsentationen der sogenannten KUB-Arena.
Mit seinen in Glas ausgeführten Außenwänden unterstreicht das Erdgeschoß die tragende Konstruktion von drei unterschiedlich gesetzten Wandscheiben, die einerseits in allen Geschoßen den Ausstellungsraum definieren und gleichzeitig die vertikalen Erschließungszonen (Stiegenhaus, Fluchttreppe, Personen- und Warenlift) vom eigentlichen Raum abtrennen. Durch die einheitliche Positionierung der Ein- und Ausgänge entwickelt sich vom Erdgeschoß aus ein Rundgang durch die sich nur in den Raumhöhen unterscheidende, drei Obergeschoße, die je nach Ausstellung als großer Saal oder durch mobile Elemente frei unterteilt genutzt werden können.
Alle drei Obergeschoße sind als Oberlichtsäle ausgeführt. Die Decken der Ausstellungsräume bestehen aus offen zusammengefügten geätzten Industrieglastafeln. Diese verteilen das Tageslicht im Raum, welches von allen vier Seiten des Gebäudes durch umlaufende Lichtbänder in den Hohlraum über der Glasdecke einfällt. Das Kunstlicht, ebenfalls im Hohlraum über der Staubdecke integriert, ergänzt und ersetzt das Tageslicht bei Bedarf, ohne jedoch die einzelnen Lichtquellen sichtbar werden zu lassen.
Das Erdgeschoß und die drei übereinander gestapelten Stockwerke bilden mit ihrer Material- und Formästhetik eine geschlossene Einheit mit großem Potenzial für Kunstinstallationen.
Zwei Untergeschoße komplettieren das Raumprogramm. Im ersten, durch einen Lichtgraben teilweise noch mit Tageslicht versorgt, befindet sich neben den Sanitärräumen der Vortrags- und Museumspädagogikraum, der durch lichtdurchlässige Glasziegelwände von den nicht öffentlichen Bereichen (Werkstätten, Personalräume) abgetrennt ist. Das zweite Untergeschoß ist durch ein Originalarchiv und Lagerflächen sowie durch die Technikzentralen definiert und der Öffentlichkeit nicht zugänglich.

#### Verwaltungsgebäude und Café

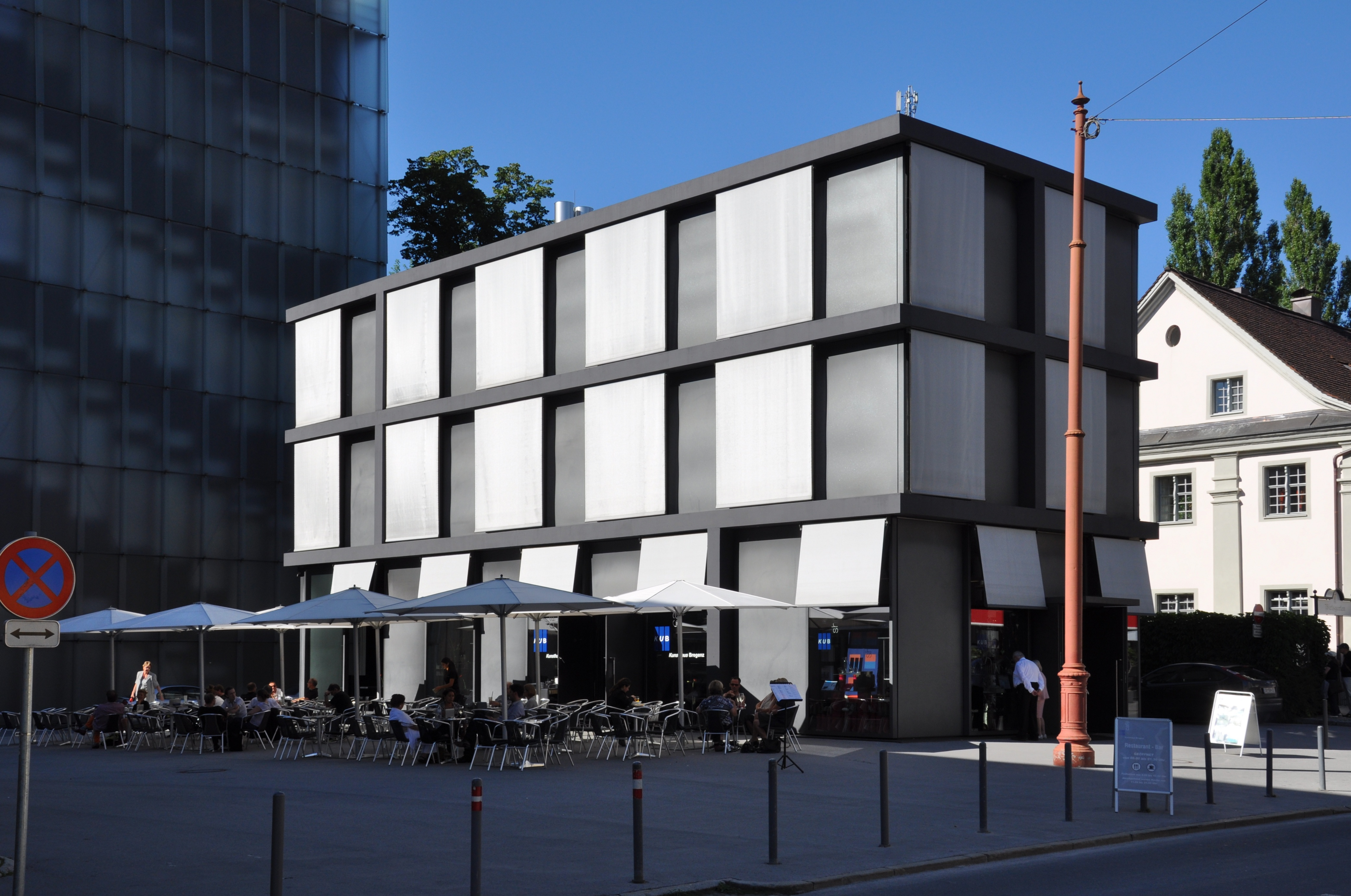
Verwaltungsgebäude des Kunsthauses, im Juli 2010

Dem Kunsthaus auf der Altstadtseite vorgelagert ist das Verwaltungsgebäude des KUB. Es lenkt mit seiner schwarzen Fassade den Blick auf die Hauptfront des Kunsthauses und dessen Eingang. In seinen Ausmaßen ist es den Proportionen der umgebenden kleineren Bauten der Altstadt angepasst. Neben den Büros der Verwaltung befindet sich im Erdgeschoß das KUB-Café. Peter Zumthor zeigt auch hier seine architektonische Konsequenz: Café- und Barbereich sowie die Küche sind in schwarzem Sichtbeton gestaltet. Die Auslagerung der im heutigen Ausstellungsbetrieb unentbehrlich gewordenen Einrichtungen aus dem Ausstellungsgebäude betont die Konzentration des Hauptgebäudes auf dessen eigentlichen Zweck.

#### KUB Sammlungsschaufenster
Das Kunsthaus Bregenz verfügt über eine eigene Sammlung. Eines der größten Konvolute der Sammlung bilden über 300 Architekturmodelle von Peter Zumthor. Ein Teil dieser Exponate wurde seit der Einzelausstellung des Architekten 2007 vom KUB archiviert, neue Modelle kommen regelmäßig hinzu. Vorgestellt werden sowohl realisierte Bauten als auch Projektentwürfe. Die Präsentation zeigt in ihrer Vielfalt die überragende Rolle, die das Arbeiten mit Modellen und Materialien wie Holz, Metall oder Lehm im Schaffen des Ateliers Peter Zumthor spielt.

## Auszeichnungen
- Mies van der Rohe Award for European Architecture 1998
- Österreichischer Bauherrenpreis 1997

## Ausstellungen
| Jahr | Künstler | Ausstellung                                                                                          | Dauer                                 |
| ---- | --- | --- | ------------------------------------- |
| 1997 | James Turrell | James Turrell                                                                                        | 26. Juli bis 7. September 1997        |
| 1997 | Diverse | Kunst in der Stadt 1                                                                                 | 26. Juli bis 7. September 1997        |
| 1997 | Diverse | KünstlerInnen                                                                                        | 29. September bis 30. November        |
| 1997 | Per Kirkeby | Personale: Malerei, Zeichnung, Skulptur                                                              | 6. Dezember 1997 bis 15. Februar 1998 |
| 1998 | Lois Renner | Lois Renner                                                                                          | 28. Februar bis 13. April             |
| 1998 | Diverse | Atlas Mapping: Künstler als Kartographen. Kartographie als Kultur                                    | 28. Februar bis 13. April             |
| 1998 | Adrian Schiess | Malerei. Personale                                                                                   | 25. April bis 28. Juni                |
| 1998 | Diverse | Räume der Kunst                                                                                      | 25. April bis 28. Juni                |
| 1998 | Sepp Dreissinger | 66 Fotoportraits aus der Vorarlberger Kultur                                                         | 8. Mai bis 28. Juni                   |
| 1998 | Diverse | Kunst in der Stadt 2                                                                                 | 11. Juli bis 20. September            |
| 1998 | Diverse | Lifestyle                                                                                            | 11. Juli bis 20. September            |
| 1998 | Bechtold/Kalb/Neyer/Wacker | Werkschau                                                                                            | 3. Oktober bis 27. Juni 1999          |
| 1998 | Rainer Ganahl | Rainer Ganahl                                                                                        | 10. Oktober bis 22. November          |
| 1998 | Erwin Bohatsch | Malerei                                                                                              | 28. November 1998 bis 24. Jänner 1999 |
| 1998 | Gerhard Merz | Dresden                                                                                              | 28. November 1998 bis 24. Jänner 1999 |
| 1999 | Ingeborg Strobl | Einige Gegenstände. Und Sonnenuntergang                                                              | 30. Jänner bis 5. April               |
| 1999 | Erwin Wurm | one minute sculptures                                                                                | 30. Jänner bis 5. April               |
| 1999 | Devlin, Gursky & Höfer | Räume                                                                                                | 9. April bis 27. Juni                 |
| 1999 | Ernst Strouhal & Heimo Zobernig | Der Katalog                                                                                          | 28. Mai bis 27. Juni                  |
| 1999 | Wolfgang Laib | Personale                                                                                            | 10. Juli bis 19. September            |
| 1999 | Diverse | Kunst in der Stadt 3                                                                                 | 10. Juli bis 19. September            |
| 1999 | Keith Sonnier | Environmental Works 1968-99                                                                          | 2. Oktober bis 28. November           |
| 1999 | Helmut Federle | Personale                                                                                            | 9. Dezember 1999 bis 6. Februar 2000  |
| 2000 | Peter Kogler | Personale                                                                                            | 19. Februar bis 30. April             |
| 2000 | Donald Judd | Farbe                                                                                                | 13. Mai bis 2. Juli                   |
| 2000 | Diverse | LKW (Lebenskunstwerke)                                                                               | 15. Juli bis 17. September            |
| 2000 | Symposium Kunsthäuser | Architektur vs Kunst – Kunst vs Museum                                                               | 16. November bis 18. November         |
| 2000 | Diverse | Museen für ein neues Jahrtausend                                                                     | 3. Oktober 2000 bis 7. Jänner 2001    |
| 2001 | Daniel Buren | Les Couleurs Traversées                                                                              | 27. Jänner bis 18. März               |
| 2001 | Olafur Eliasson | The mediated motion                                                                                  | 31. März bis 13. Mai                  |
| 2001 | Günther Förg | FÖRG                                                                                                 | 24. Mai bis 8. Juli                   |
| 2001 | Jeff Koons | | 18. Juli bis 16. September            |
| 2001 | Hiroshi Sugimoto | The Architecture of Time                                                                             | 27. September bis 6. Jänner 2002      |
| 2002 | Douglas Gordon | | 17. Jänner bis 14. April              |
| 2002 | Gilbert & George | | 28. April bis 23. Juni                |
| 2002 | Louise Bourgeois | Zeichnungen und Skulpturen-Drawings and Sculptures                                                   | 6. Juli bis 15. September             |
| 2002 | Ruth Schnell | Territorism (KUB Fassade)                                                                            | 12. Juli bis 18. August               |
| 2002 | Pierre Huyghe | L’expédition scintillante                                                                            | 28. September bis 24. November        |
| 2002 | Doug Aitken | NEW OCEAN (a shifting exhibition)                                                                    | 7. Dezember 2002 bis 26. Jänner 2003  |
| 2003 | Mariko Mori | Wave UFO 361                                                                                         | 8. Februar bis 23. März               |
| 2003 | Gerhard Merz | fragmente bregenz 2003                                                                               | 12. April bis 22. Juni                |
| 2003 | Franz West | We’ll Not Carry Coals                                                                                | 5. Juli bis 14. September             |
| 2003 | Anish Kapoor | My Red Homeland                                                                                      | 27. September bis 16. November        |
| 2003 | Diverse | Remind…                                                                                              | 30. November 2003 bis 11. Jänner 2004 |
| 2003 | Tone Fink | Carwalk                                                                                              | 6. Dezember 2003 bis 18. Jänner 2004  |
| 2004 | Gary Hume | The Bird had a Yellow Beak                                                                           | 24. Jänner bis 21. März               |
| 2004 | Santiago Sierra | 300 Tonnen / 300 tons                                                                                | 3. April bis 23. Mai                  |
| 2004 | Jenny Holzer | Truth Before Power                                                                                   | 12. Juni bis 5. September             |
| 2004 | Thomas Demand | Phototrophy                                                                                          | 18. September bis 7. November         |
| 2004 | Hans Schabus | Das Rendezvousproblem                                                                                | 20. November 2004 bis 16. Jänner 2005 |
| 2005 | Jake + Dinos Chapman | Explaining Christians to Dinosaurs                                                                   | 29. Jänner bis 28. März               |
| 2005 | Diverse | Konstruktive Provokation – Neues Bauen in Vorarlberg                                                 | 5. Februar bis 28. März               |
| 2005 | Rachel Whiteread | Walls, Doors, Floors and Stairs                                                                      | 9. April bis 29. Mai                  |
| 2005 | Roy Lichtenstein | Klassik des Neuen-Classic of the New                                                                 | 12. Juni bis 9. September             |
| 2005 | Siegrun Appelt | 288 KW                                                                                               | 9. Juli bis 4. September              |
| 2005 | Diverse | Tu Felix Austria … Wild at Heart                                                                     | 9. Juli bis 4. September              |
| 2005 | Janet Cardiff & George Bures Miller | The Secret Hotel                                                                                     | 26. November 2005 bis 15. Jänner 2006 |
| 2006 | Jean-Marc Bustamante | -beautifuldays-                                                                                      | 29. Jänner bis 19. März               |
| 2006 | gelitin | Chinese Synthese Leberkäse                                                                           | 13. April bis 28. Mai                 |
| 2006 | Michael Craig-Martin | Signs of Life                                                                                        | 10. Juni bis 13. August               |
| 2006 | Tino Sehgal | | 17. August bis 24. September          |
| 2006 | Gottfried Bechtold | Reine und gemischte Zustände                                                                         | 1. Oktober bis 19. November           |
| 2006 | Cindy Sherman | | 2. Dezember 2006 bis 28. Jänner 2007  |
| 2007 | Marcel Duchamp, Gerhard Merz, Damien Hirst, Jeff Koons                                                                                               | Re-Object                                                                                            | 18. Februar bis 13. Mai               |
| 2007 | Joseph Beuys, Matthew Barney, Douglas Gordon, Cy Twombly                                                                                             | Mythos                                                                                               | 2. Juni bis 9. September              |
| 2007 | Peter Zumthor | Bauten und Projekte 1986–2007                                                                        | 29. September 2007 bis 9. Jänner 2008 |
| 2008 | Maurizio Cattelan | | 2. Februar bis 24. März               |
| 2008 | Carsten Höller | Carrousel                                                                                            | 12. April bis 1. Juni                 |
| 2008 | Richard Serra | Drawings-Work Comes Out of Work                                                                      | 14. Juni bis 14. September            |
| 2008 | Jan Fabre | From the Cellar to the Attic-From the Feet to the Brain                                              | 27. September bis 25. Jänner 2009     |
| 2009 | Markus Schinwald | Vanishing Lessons                                                                                    | 14. Februar bis 13. März              |
| 2009 | Lothar Baumgarten | Seven Sounds/Seven Circles                                                                           | 25. April bis 21. Juni                |
| 2009 | Antony Gormley | | 13. Juli bis 4. Oktober               |
| 2009 | Tony Oursler | Lock 2,4,6                                                                                           | 24. Oktober 2009 bis 17. Jänner 2010  |
| 2010 | Candice Breitz | The Scripted Life                                                                                    | 6. Februar bis 11. April              |
| 2010 | Roni Horn | Well and Truly                                                                                       | 24. April bis 4. Juli                 |
| 2010 | Cosima von Bonin | The Fatigue Empire                                                                                   | 18. Juli bis 3. Oktober               |
| 2010 | raumlaborberlin | Bye Bye Utopia                                                                                       | 18. Juli bis 3. Oktober               |
| 2010 | Harun Farocki | Weiche Montagen / Soft Montages                                                                      | 23. Oktober bis 9. Jänner 2011        |
| 2010 | Antony Gormley | Horizon Field                                                                                        | August 2010 bis April 2012            |
| 2011 | Haegue Yang | Arrivals                                                                                             | 22. Jänner bis 3. April               |
| 2011 | Michal Heiman, Hannah Hurtzig, Katrin Mayer | KUB Arena: Living Archives-Kooperation Van Abbemuseum                                                | 22. Jänner bis 3. April               |
| 2011 | Diverse | So machen wir es. Techniken und Ästhetik der Aneignung. Von Ei Arakawa bis Andy Warhol               | 16. April bis 3. Juli                 |
| 2011 | Yona Friedman und Eckhard Schulze-Fielitz | KUB Arena                                                                                            | 16. April bis 3. Juli                 |
| 2011 | Ai Weiwei | Art/Architecture                                                                                     | 16. Juli bis 16. Oktober              |
| 2011 | Diverse | KUB Arena: Anfang gut. Alles gut                                                                     | 16. Juli bis 16. Oktober              |
| 2011 | Valie Export | Archiv                                                                                               | 29. Oktober bis 22. Jänner 2012       |
| 2011 | Theaterprojekt: International Institute of Political Murder (IIPM) Berlin                                                                            | KUB Arena: Hate Radio                                                                                | 29. Oktober bis 22. Jänner 2012       |
| 2012 | Yvonne Rainer | Raum, Körper, Sprache                                                                                | 4. Februar bis 9. April               |
| 2012 | Diverse | KUB Arena: Bleibender Wert? Kooperation >springerin<                                                 | 4. Februar bis 9. April               |
| 2012 | Danh Võ | Vô Danh                                                                                              | 21. April bis 24. Juni                |
| 2012 | Ulrike Müller | KUB Arena: Herstory Inventory: 100 feministische Zeichnungen von 100 KünstlerInnen                   | 21. April bis 24. Juni                |
| 2012 | Peter Zumthor | KUB Sammlungsschaufenster: Architekturmodelle Peter Zumthor                                          | 2012 bis 9. Februar 2014              |
| 2012 | Ed Ruscha | Reading Ed Ruscha                                                                                    | 7. Juli bis 14. Oktober               |
| 2012 | Diverse | KUB Arena: Sommerakademie. Kunst und Ideologiekritik nach 1989                                       | 24. September bis 30. September       |
| 2012 | Florian Pumhösl | Räumliche Sequenz                                                                                    | 26. Oktober bis 20. Jänner 2013       |
| 2012 | Diverse | KUB Arena: Nairobi – A State of Mind, Kooperation Goethe-Institut Nairobi, Kenia                     | 26. Oktober bis 20. Jänner 2013       |
| 2013 | Diverse | Liebe ist kälter als das Kapital. Eine Ausstellung über den Wert der Gefühle                         | 2. Februar bis 14. April              |
| 2013 | Andy Warhol | KUB Arena: Andy Warhol – Fifteen Minutes of Fame                                                     | 2. Februar bis 14. April              |
| 2013 | Wade Guyton, Guyton\Walker, Kelley Walker | Wade Guyton, Guyton\Walker, Kelley Walker                                                            | 27. April bis 30. Juni                |
| 2013 | Diverse | KUB Arena: In Bewegung. European Kunsthalle in der KUB Arena                                         | 27. April bis 30. Juni                |
| 2013 | Gabriel Orozco | Natural Motion                                                                                       | 13. Juli bis 6. Oktober               |
| 2013 | Diverse | KUB Arena: Zurück in die Zukunft. Eine Sommerwoche mit Kunst, Filmen und Musik                       | 5. August bis 11. August              |
| 2013 | Barbara Kruger | Believe + Doubt                                                                                      | 19. Oktober bis 12. Jänner            |
| 2013 | Dora García | KUB Arena: Die Sinthome-Partitur                                                                     | 19. Oktober bis 12. Jänner            |
| 2014 | Pascale Marthine Tayou | I love you!                                                                                          | 25. Jänner bis 27. April              |
| 2014 | Gerry Bibby\Juliette Blightman | KUB Arena: Gerry Bibby\Juliette Blightman                                                            | 25. Jänner bis 27. April              |
| 2014 | Maria Eichhorn | Maria Eichhorn                                                                                       | 10. Mai bis 6. Juli                   |
| 2014 | Sung Hwan Kim\dogr | KUB Arena: Sung Hwan Kim\dogr – I will dress you, howl bowel owl                                     | 10. Mai bis 6. Juli                   |
| 2014 | Richard Prince | It’s a Free Concert                                                                                  | 19. Juli bis 5. Oktober               |
| 2014 | Diverse | KUB Arena: Sommerfestival – Vom Werden und Sein                                                      | 19. Juli bis 5. Oktober               |
| 2014 | Jeff Wall | Tableaux Pictures Photographs 1996–2013                                                              | 18. Oktober bis 11. Jänner            |
| 2014 | Hannah Weinberger | KUB Arena: Hannah Weinberger                                                                         | 18. Oktober bis 11. Jänner            |
| 2015 | Rosemarie Trockel | Märzôschnee ûnd Wiebôrweh sand am Môargô niana më                                                    | 24. Jänner bis 6. April               |
| 2015 | Trix und Robert Haussmann | KUB Arena: Trix und Robert Haussmann                                                                 | 24. Jänner bis 6. April               |
| 2015 | Berlinde De Bruyckere | The Embalmer                                                                                         | 18. April bis 5. Juli                 |
| 2015 | Dexter Sinister | KUB Arena: Dexter Sinister                                                                           | 18. April bis 5. Juli                 |
| 2015 | Joan Mitchell | Retrospective. Her Life and Paintings                                                                | 18. Juli bis 25. Oktober              |
| 2015 | KAMP KAYA feat. KAYA | KUB Arena: Sommerprogramm KAMP KAYA feat. KAYA (Kerstin Brätsch, Debo Eilers & Kaya Serene) & Guests | 18. Juli bis 25. Oktober              |
| 2015 | Heimo Zobernig | Heimo Zobernig                                                                                       | 7. November bis 10. Jänner            |
| 2015 | Amy Sillman | KUB Arena: Amy Sillman                                                                               | 7. November bis 10. Jänner            |
| 2016 | Susan Philipsz | Night and Fog                                                                                        | 30. Jänner bis 3. April               |
| 2016 | Theaster Gates | Black Archive                                                                                        | 23. April bis 26. Juni                |
| 2016 | Wael Shawky | | 16. Juli bis 23. Oktober              |
| 2016 | Lawrence Weiner | Wherewithal – Was es braucht                                                                         | 12. November bis 22. Jänner           |
| 2017 | Rachel Rose | | 4. Februar bis 17. April              |
| 2017 | Adrián Villar Rojas | The Theater of Disappearance                                                                         | 13. Mai bis 27. August                |
| 2017 | Peter Zumthor | Dear to Me (Zumthors Welt)                                                                           | 16. September 2017 bis 7. Jänner 2018 |
| 2018 | Simon Fujiwara | Hope House                                                                                           | 27. Jänner bis 8. April 2018          |
| 2018 | Mika Rottenberg | | 21. April 2018 bis 1. Juli 2018       |
| 2018 | David Claerbout | | 4. Juli 2018 bis 7. Oktober 2018      |
| 2018 | Tacita Dean | | 20. Oktober 2018 bis 6. Jänner 2019   |
| 2019 | Ed Atkins | | 19. Jänner bis 31. März 2019          |
| 2019 | Miriam Cahn | Das genaue Hinschauen                                                                                | 13. April bis 30. Juni 2019           |
| 2019 | Thomas Schütte | | 13. Juli bis 6. Oktober 2019          |
| 2019 | Raphaela Vogel | Bellend bin ich aufgewacht                                                                           | 19. Oktober 2019 bis 6. Jänner 2020   |
| 2020 | Bunny Rogers | Kind Kingdom                                                                                         | 18. Jänner bis 13. April 2020         |
| 2020 | Helen Cammock, William Kentridge´s The Centre of the Less Good Idea, Annette Messager, Rabih Mroué, Markus Schinwald, Marianna Simnett, Ania Soliman | Unvergessliche Zeit                                                                                  | 5. Juni bis 30. August 2020           |
| 2020 | Peter Fischli | | 12. September bis 29. November 2020   |
| 2021 | Jakob Lena Knebl, Ashley Hans Scheirl | Seasonal Greetings                                                                                   | 12. Dezember 2020 bis 5. April 2021   |
| 2021 | Pamela Rosenkranz | House of Meme                                                                                        | 17. April 2021 bis 4. Juli 2021       |
| 2021 | Anri Sala | | 17. Juli 2021 bis 10. Oktober 2021    |
| 2021 | Otobong Nkanga | | 23. Oktober 2021 bis 6. Februar 2022  |
| 2022 | Dora Budor | Continent                                                                                            | 19. März 2022 bis 26. Juni 2022       |
| 2022 | Jordan Wolfson | | 16. Juli 2022 bis 9. Oktober 2022     |
| 2022 | Anna Boghiguian | Period of Change                                                                                     | 22. Oktober 2022 bis 22. Jänner 2023  |
| 2023 | Valie Export | Oh Lord, Don’t Let Them Drop That Atomic Bomb on Me                                                  | 4. März 2023 bis 10. April 2023       |
| 2023 | Monira Al Qadiri | Mutant Passages                                                                                      | 22. April 2023 bis 2. Juli 2023       |
| 2023 | Michael Armitage | Pathos and the Twilight of the Idle                                                                  | 15. Juli 2023 bis 29. Oktober 2023    |
| 2023 | Solange Pessoa | | 11. November 2023 bis 4. Februar 2024 |
| 2024 | Günter Brus | | 17. Februar 2024 bis 20. Mai 2024     |
| 2024 | Anne Imhof | Wish You Were Gay                                                                                    | 8. Juni 2024 bis 22. September 2024   |
| 2024 | Tarek Atoui | | 12. Oktober 2024 bis 12. Jänner 2025  |
| 2025 | Precious Okoyomon | ONE EITHER LOVES ONESELF OR KNOWS ONESELF                                                            | 1. Februar bis 25. Mai 2025           |
| 2025 | Małgorzata Mirga-Tas | Tełe Ćerhenia Jekh Jag                                                                               | 7. Juni bis 28. September 2025        |
| 2025 | Person, die ihre Identität nicht preisgeben will | | 11. Oktober 2025 bis 18. Jänner 2026  |